# Atletismo nos Jogos Olímpicos de Verão de 2020 - Salto triplo masculino
O evento do salto triplo (português brasileiro) ou triplo salto (português europeu) masculino nos Jogos Olímpicos de Verão de 2020 ocorreu entre os dias 3 e 5 de agosto de 2021 no Estádio Olímpico. 31 atletas de 19 nações competiram.

## Formato
O evento continua a usar o formato de duas fases (eliminatórias e final) introduzido em 1936. Nas eliminatórias cada competidor teve direito a três saltos para atingir a distância de qualificação de 17,05 metros; se menos de 12 atletas conseguissem, os 12 melhores (incluindo todos os empatados) avançavam.
Na final, cada saltador teve direito a três saltos iniciais; os oito primeiros saltadores ao final da terceira rodada receberam três saltos adicionais para um total de seis, com o melhor a contar para o resultado final (os saltos da fase de qualificação não são considerados para a final).

## Calendário
Horário local (UTC +9)
| 3 de agosto   | 5 de agosto |
| 9:00          | 11:00       |
| ------------- | ----------- |
| Eliminatórias | Final       |

## Medalhistas
| Ouro   | POR Pedro Pichardo       |
| Prata  | CHN Zhu Yaming           |
| Bronze | BUR Hugues Fabrice Zango |

## Recordes
Antes desta competição, os recordes mundiais, olímpicos e regionais da prova eram os seguintes:
| Tipo | Atleta           | Marca   | Local      | Data                 |
| ---- | ---------------- | ------- | ---------- | -------------------- |
|      | Jonathan Edwards | 18,29 m | Gotemburgo | 7 de agosto de 1995  |
|      | Kenny Harrison   | 18,09 m | Atlanta    | 27 de agosto de 1996 |

### Por região
| Região                             | Marca | Atleta               | Nação          |
| ---------------------------------- | ----- | -------------------- | -------------- |
| África                             | 17.82 | Hugues Fabrice Zango | Burquina Fasso |
| Ásia                               | 17.59 | Li Yanxi             | China          |
| Europa                             | 18.29 | Jonathan Edwards     | Reino Unido    |
| América do Norte, Central e Caribe | 18.21 | Christian Taylor     | Estados Unidos |
| Oceania                            | 17.46 | Ken Lorraway         | Austrália      |
| América do Sul                     | 17.90 | Jadel Gregório       | Brasil         |

Os seguintes novos recordes nacionais foram estabelecidos durante a competição:
| Nação    | Atleta         | Rodada | Marca   | Notas |
| -------- | -------------- | ------ | ------- | ----- |
| Portugal | Pedro Pichardo | Final  | 17,98 m |       |
| Argélia  | Yasser Triki   | Final  | 17,43 m |       |

## Resultados

### Eliminatórias
Regra de qualificação: marca padrão de 17,05 m (Q) ou pelo menos os 12 melhores atletas (q) avançam a final.
| Pos. | Grupo | Atleta               | CON                | #1    | #2    | #3    | Marca | Notas                |
| ---- | ----- | -------------------- | ------------------ | ----- | ----- | ----- | ----- | -------------------- |
| 1    | B     | Pedro Pichardo       | POR Portugal       | 16.98 | 17.71 | —     | 17.71 | Q,                   |
| 2    | B     | Necati Er            | TUR Turquia        | x     | 16.70 | 17.13 | 17.13 | Q                    |
| 3    | A     | Zhu Yaming           | CHN China          | 17.11 | —     | —     | 17.11 | Q                    |
| 4    | A     | Cristian Nápoles     | CUB Cuba           | 17.08 | —     | —     | 17.08 | Q,                   |
| 5    | B     | Yasser Triki         | ALG Argélia        | 16.75 | 16.67 | 17.05 | 17.05 | Q                    |
| 6    | B     | Donald Scott         | USA Estados Unidos | 17.01 | 16.43 | r     | 17.01 | q                    |
| 7    | A     | Andrea Dallavalle    | ITA Itália         | 16.99 | 16.59 | —     | 16.99 | q                    |
| 8    | A     | Will Claye           | USA Estados Unidos | 16.78 | 16.88 | 16.91 | 16.91 | q                    |
| 9    | B     | Emmanuel Ihemeje     | ITA Itália         | 16.88 | x     | 16.28 | 16.88 | q                    |
| 10   | B     | Fang Yaoqing         | CHN China          | 16.79 | 16.69 | 16.84 | 16.84 | q                    |
| 11   | B     | Melvin Raffin        | FRA França         | 16.49 | 16.83 | 16.58 | 16.83 | q                    |
| 12   | A     | Hugues Fabrice Zango | BUR Burquina Fasso | 16.83 | 16.46 | 16.37 | 16.83 | q                    |
| 13   | A     | Tobia Bocchi         | ITA Itália         | 16.78 | 16.67 | 15.45 | 16.78 |                      |
| 14   | A     | Wu Ruiting           | CHN China          | x     | 16.73 | 16.10 | 16.73 |                      |
| 15   | A     | Nazim Babayev        | AZE Azerbaijão     | 16.38 | 16.30 | 16.72 | 16.72 | Recorde da temporada |
| 16   | A     | Tiago Pereira        | POR Portugal       | 16.62 | 16.71 | 15.79 | 16.71 |                      |
| 17   | B     | Max Heß              | GER Alemanha       | 13.79 | 16.69 | x     | 16.69 |                      |
| 18   | B     | Chris Benard         | USA Estados Unidos | 16.44 | 16.59 | 16.49 | 16.59 |                      |
| 19   | B     | Benjamin Compaoré    | FRA França         | 16.59 | 16.39 | 15.29 | 16.59 |                      |
| 20   | A     | Mateus de Sá         | BRA Brasil         | 16.49 | x     | 16.33 | 16.49 |                      |
| 21   | B     | Levon Aghasyan       | ARM Armênia        | x     | 16.42 | x     | 16.42 |                      |
| 22   | B     | Ben Williams         | GBR Grã-Bretanha   | x     | 16.30 | x     | 16.30 |                      |
| 23   | B     | Almir dos Santos     | BRA Brasil         | x     | 16.27 | 16.27 | 16.27 |                      |
| 24   | A     | Carey McLeod         | JAM Jamaica        | 15.82 | 16.01 | x     | 16.01 |                      |
| 25   | B     | Pablo Torrijos       | ESP Espanha        | 15.87 | x     | x     | 15.87 |                      |
| 26   | A     | Alexsandro Melo      | BRA Brasil         | 15.65 | r     | —     | 15.65 |                      |
| 27   | A     | Nelson Évora         | POR Portugal       | x     | 15.39 | x     | 15.39 |                      |
| —    | A     | Lasha Gulelauri      | GEO Geórgia        | x     | x     | —     | NM    |                      |
| —    | A     | Jean-Marc Pontvianne | FRA França         | x     | x     | x     | NM    |                      |
| —    | A     | Ruslan Kurbanov      | UZB Uzbequistão    | x     | r     | —     | NM    |                      |
| —    | B     | Dimitrios Tsiamis    | GRE Grécia         | x     | r     | —     | NM    |                      |
| —    | B     | Andy Díaz            | CUB Cuba           | —     | —     | —     | DNS   |                      |

### Final
A final foi disputada em 5 de agosto, às 11:00 locais.
| Pos.              | Atleta               | CON                | #1    | #2    | #3    | #4    | #5    | #6    | Marca | Notas                |
| ----------------- | -------------------- | ------------------ | ----- | ----- | ----- | ----- | ----- | ----- | ----- | -------------------- |
| Medalha de ouro   | Pedro Pichardo       | POR Portugal       | 17.61 | 17.61 | 17.98 | x     | —     | x     | 17.98 | Recorde nacional     |
| Medalha de prata  | Zhu Yaming           | CHN China          | 16.63 | 17.41 | 17.11 | 17.16 | 17.57 | 15.02 | 17.57 | Recorde pessoal      |
| Medalha de bronze | Hugues Fabrice Zango | BUR Burquina Fasso | 15.91 | 16.83 | 17.47 | x     | 17.31 | 17.43 | 17.47 |                      |
| 4                 | Will Claye           | USA Estados Unidos | 17.19 | x     | 17.44 | 16.69 | 17.04 | 17.36 | 17.44 | Recorde da temporada |
| 5                 | Yasser Triki         | ALG Argélia        | 17.30 | 17.42 | 17.40 | 17.08 | 17.43 | 17.10 | 17.43 | Recorde nacional     |
| 6                 | Necati Er            | TUR Turquia        | 16.84 | 15.27 | 17.25 | —     | x     | x     | 17.25 | Recorde da temporada |
| 7                 | Donald Scott         | USA Estados Unidos | 17.15 | x     | 16.86 | 17.18 | 16.79 | 16.95 | 17.18 | =                    |
| 8                 | Fang Yaoqing         | CHN China          | 16.95 | 16.52 | 16.53 | 17.01 | 14.60 | 15.94 | 17.01 |                      |
| 9                 | Andrea Dallavalle    | ITA Itália         | 16.62 | 16.85 | 16.74 | —     | —     | —     | 16.85 |                      |
| 10                | Cristian Nápoles     | CUB Cuba           | x     | 16.63 | x     | —     | —     | —     | 16.63 |                      |
| 11                | Emmanuel Ihemeje     | ITA Itália         | x     | 16.52 | 16.04 | —     | —     | —     | 16.52 |                      |
| 12                | Melvin Raffin        | FRA França         | x     | x     | x     | —     | —     | —     | NM    |                      |

Legenda
| Recorde mundial      | Recorde mundial (World record)               |                       | Recorde africano                      | Recorde africano (African) |                                           | Q | Classificado por posição (Qualified) |
| Recorde olímpico     | Recorde olímpico (Olympic record)            | Recorde da América    | Recorde da América (Americas)         | q                          | Classificado por melhor tempo (Qualified) |   |                                      |
| Melhor marca do ano  | Melhor marca do ano (World leading)          | Recorde asiático      | Recorde asiático (Asian)              | DNS                        | Não largou (Did not start)                |   |                                      |
| Recorde nacional     | Recorde nacional (National record)           | Recorde europeu       | Recorde europeu (European)            | DNF                        | Não terminou (Did not finish)             |   |                                      |
| Recorde pessoal      | Recorde pessoal do atleta (Personal best)    | Recorde da Oceania    | Recorde da Oceania (Oceania)          | DSQ / DQ                   | Desclassificado (Disqualified)            |   |                                      |
| Recorde da temporada | Recorde da temporada do atleta (Season best) | Recorde sul-americano | Recorde sul-americano (South America) | NM                         | Sem marca (No mark)                       |   |                                      |